# The Stranger's Return
The Stranger's Return és una pel·lícula dramàtica Pre-Code estatunidenca del 1933 dirigida per King Vidor i protagonitzada per Miriam Hopkins, Lionel Barrymore i Franchot Tone. Va ser llançat per Metro-Goldwyn-Mayer. Miriam Hopkins va ser cedida a MGM per a la pel·lícula mentre estava sota contracte amb Paramount.

## Trama
Miriam Hopkins interpreta a Louise Storr, una novaiorquesa recentment divorciada que viatja a l'oest a Iowa per visitar el seu avi patern, una relació que mai ha conegut. L'avi Storr (Lionel Barrymore), un patriarca de 85 anys, presideix la seva gran granja i els seus empleats. Alguns familiars llunyans són residents de fa molt temps a la seva llar. Reben la néta de la ciutat amb sol·licitud reservada. La Miriam coneix el propietari de la propietat contigua, el granger casat Guy Crane (Franchot Tone), un iowan educat a l'est que troba atractiu.
La preferència descoberta de l'avi Storr per la seva parent propera Louise crea tensió a la llar. Els familiars residents i els treballadors de la granja la posen a prova en el compliment de les seves funcions a la propagació. El seu bon sentit i autoestima essencials li serveixen, malgrat la seva educació urbana.
L'avi Storr, un veterà militar de la Guerra Civil, comença a mostrar signes de demència i la col·lecció de familiars residents demanen ràpidament una avaluació mental per considerar-lo legalment no apte per operar la granja. L'aparent descens a la bogeria del vell és només una enginyosa astucia per exposar la seva avarícia. Altera la seva voluntat de desheretar als parents intrigants i llega la granja a Louise, amb els forenses actuant com a testimonis. Completada la seva tasca final a la vida, mor en pau.
Guy anuncia que ell i la seva dona tornaran a la seva Alma mater a l'Est, on ensenyarà agricultura a la universitat. Louise assumeix la seva posició com a propietària i explotadora de la granja del seu avi, profundament compromesa amb la seva terra ancestral.

## Repartiment
- Miriam Hopkins com a Louise Starr
- Lionel Barrymore com a avi Storr
- Franchot Tone com a Guy Crane
- Stuart Erwin com a Simon
- Irene Hervey com a Nettie
- Beulah Bondi com a Beatrice
- Grant Mitchell com Allan Redfield

## Recepció
The New York Times va qualificar la pel·lícula com "un entreteniment astut, deliciós i del tot eficaç, amb una actuació abundant i brillant de Lionel Barrymore com l'octogenari més animat de la temporada". Variety la va declarar "una producció excepcional des dels tres angles de la història, la producció i l'actuació, malgrat, des d'alguns angles, el final insatisfactori." John Mosher de The New Yorker va escriure una ressenya mixta que fallava l'argument: "Tot i que la pel·lícula és llarga, massa temps, volem més explicacions de la gent de les que es donen." Harrison's Reports va escriure que, tot i que la pel·lícula "ofereix alguns bons estudis de personatges, especialment el retratat per Lionel Barrymore com a vell obstinat, també és lent per a les masses", afegint que era difícil simpatitzar amb la història d'amor "perquè l'heroi està casat amb una dona molt decent."

## Taquilla
La pel·lícula va recaptar un total (nacional i estranger) de 630.000 dòlars: 439.000 dòlars dels EUA i el Canadà i 191.000 dòlars d'altres llocs. Va obtenir un benefici de 106.000 dòlars.